# Banana Pi

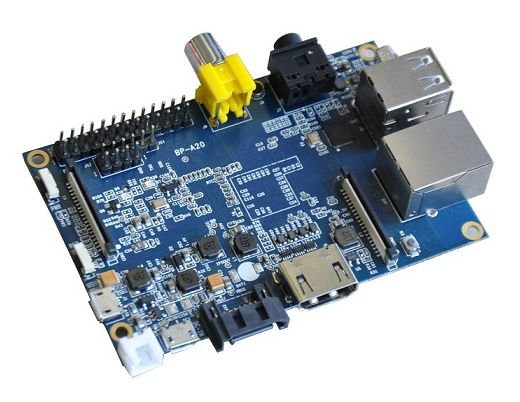
Imagem do Banana Pi - modelo M1.

Banana Pi é um minicomputador de placa-única integrado (single-board) produzido pela empresa Shenzhen LeMaker Technology, influenciada pelo minicomputador Raspberry Pi.
A maioria dos softwares criados para o Raspberry Pi podem ser executado no Banana Pi com pouca ou nenhuma modificação. O principal problema de compatibilidade refere-se à diferença entre os chips BCM (usado no RPI) e o da Allwinner (usado na Banana PI e outros forks similares).

## Sistema operacional
Apesar do Bananian Linux ter sido criado como sistema operacional padrão, outros SO também são compatíveis com o Banana Pi, como NetBSD, Android, Ubuntu, Debian, Archlinux e Raspbian.

## Especificações
|                        | Banana Pi M1                                                                            |
| ---------------------- | --------------------------------------------------------------------------------------- |
| CPU                    | A20 ARM Cortex -A7 Dual-Core                                                            |
| GPU                    | ARM Mali400MP2Complies with OpenGL ES 2.0/1.1                                           |
| Memória                | 1GB DDR3                                                                                |
| Rede                   | 10/100/1000 Ethernet RJ45                                                               |
| Video Input            | Um módulo CSI para módulos de câmeras                                                   |
| Video Outputs          | HDMI, CVBS, LVDS/RGB                                                                    |
| Audio Outputs          | 3.5mm jack e HDMI                                                                       |
| Alimentação de energia | 5 volt via Micro USB e / ou Micro USB OTG                                               |
| USB 2.0 ports          | 2 (diretos do chip Allwinner A20)                                                       |
| GPIO                   | GPIO, UART, I2C BUS, SPI BUS, WITH TWO CHIP SELECTS, CAN bus, ADC, PWM, +3.3V, +5V, GND |
| LED                    | Power Key & RJ45                                                                        |

O Banana Pi possui 26-pin GPIO, semelhantes aos dos modelos A & B do Raspberry Pi.